# Hannibal (film)
Hannibal je americko-britsko-italský kriminální thriller Universal Studios režírovaný Ridleyem Scottem, který volně navazuje na film oceněný pěti Oscary Mlčení jehňátek. Opět zde vystupuje inteligentní vrah Hannibal Lecter s mrazivým pohledem a nechutným zvykem pojídat své zavražděné oběti, kterého ve filmu ztvárnil Anthony Hopkins, jenž za tuto roli v minulém filmu dostal Oscara. Ve filmu hraje hlavní ženskou roli americká herečka Julianne Mooreová (známá např. ze snímku Ztracený svět: Jurský park z roku 1997), která nahradila Oscarovou Jodie Foster. Film byl natočen v roce 2001 v USA, natáčelo se ale také v italské Florencii. Nedosáhl již takových úspěchů jako předchozí snímek.

## Obsah
Poté, co Hannibal Lecter, sadistický krutý vrah a inteligentní psychiatr, unikl z vězení v Americe, skrýval se nějaký čas v italské Florencii, kde se vydával za znalce umění a uspokojoval dál své kruté potřeby vraždění. Mnoho lidí po něm však stále pátrá, mimo jiné i agentka Clarice Starlingová, která nemůže zapomenout na hrozivé rozhovory s ním, a také miliardář a pedofil Mason Verger, který se Lecterovi mstí. Hannibal ho totiž kdysi donutil mimo jiné týrání seříznout si kůži z obličeje a dát ji sežrat psům. Verger mu však unikl a je udržován na životě díky přístrojům a nenávidí Lectera z celého srdce a chystá krutou odplatu.

## Obsazení
| Anthony Hopkins    | dr. Hannibal Lecter         |
| Julianne Moore     | agentka Clarice Starlingová |
| Gary Oldman        | Mason Verger                |
| Frankie Faison     | Nurse Barney                |
| Giancarlo Giannini | inspektor Renaldo Pazzi     |
| Francesca Neri     | Allerga Pazzi               |
| Boyd Kestner       | zvláštní agent Burke        |
| Ray Liotta         | agent Krendler              |

## Zajímavosti
- Jodie Foster, představitelka Clarice Starlingové z Mlčení jehňátek, odmítla roli v tomto filmu s tím, že je příliš drastický a její nástupkyní se stala Julianne Moore, která na castingu porazila filmové hvězdy jako třeba Angelina Jolie, Cate Blanchett nebo třeba Hilary Swank.
- Anthony Hopkins také původně roli Hannibala nechtěl poté, co se dozvěděl, že Jodie Fosterová svou roli odmítla a filmaři měli za něj dokonce náhradníka, herce Tima Rotha, nakonec ale Hopkins souhlasil, že hrát bude.
- Scénář filmu byl patnáctkrát přepsán a filmaři souhlasili až s poslední verzí.
- Film měl původně režírovat David Fincher, nakonec ale tento post dostal Ridley Scott.